# جوليا برايس
جوليا برايس (11 يناير 1972 - ) (بالإنجليزية: Julia Price)‏ هي لاعبة كريكت أسترالية. شاركت مع منتخب أستراليا الوطني للكريكت.

## وصلات خارجية
- جوليا برايس على موقع إي آس بي آن كريك إنفو (الإنجليزية)